# Редуктивна група
Редуктивна група — алгебрична група {\displaystyle G}, для якої уніпотентний радикал її компоненти одиниці {\displaystyle G^{0}} є тривіальним. Над незамкнутим полем редуктивність алгебричної групи визначається як редуктивність її над замиканням основного поля.
Лінійно-редуктивна група — група, будь-яке раціональне представлення якої цілком звідно. Будь-яка лінійно-редуктивного група є редуктивною. Над полем характеристики 0 вірно і зворотне, тобто ці властивості рівносильні.